# 聖書配布協力会
聖書配布協力会（せいしょはいふきょうりょくかい）は、宮城県伊具郡丸森町にあるキリスト教系のボランティア団体。キリスト教の布教活動をしているが宗教法人ではない。宮城県丸森町に本部を置き、集団生活をするコアメンバーを中心に、「神の御言葉」を世に伝える「伝道活動」を行う。

## 概要
1950年代に複数の日本人とアメリカ人を中心とするキリスト者により設立された、プロテスタント・福音派系の超教派団体である。個々のキリスト者が互助的に活動するボランティア団体であり、永らく法人格を持たなかったが、2016年、会計・登記・税務処理などの明朗化のため、運営主体としての一般社団法人「ヘルピング・ハンズファウンデーション」を設立した。海外にも伝道活動をしている。
活動は大きく分けて4つ。聖書を要約した冊子のポスティングと小中学校前での配布、プラカードや拡声器、街宣車による街宣、聖書から引用による言葉の看板の設置。但しいずれの活動も、聖書の言葉（みことば）を伝えることに限定されており、特定の教派や宗教法人への勧誘を目的とするものではない。

## 日本における活動内容
- 小中学校、高校に聖書の分冊を無料で配布
- 路傍でプラカードを立てて聖書のことばを放送（録音したものを流している）
- 聖書の分冊を無料配布
- 自動車による街宣（録音したものを流して回っている）
- 個人伝道活動
- 許可を取って看板を貼る（後述）

※参考：日本における伝道活動

### 聖書分冊・小冊子の配布
マンガ・トラクト『神の犠牲』、『地獄の鍵』、『時は近い』、『終わりの時代』を配布し、インターネットにおいてPDFで公開している。ページ数は20程度で、サイズは7×約12cmの横長見開き。タイトルは『真理』、『地獄の鍵』、『創り主』、『世の終わりに』、『時は近い』など。また、巻末には、「この冊子は、心の乏しい現代社会において聖書に対する精神を養うことを目的としており、特定の宗教団体への勧誘や連絡・入信強制を目的とするものではない」と記され、特製聖書の申し込み用紙が付いていて、『コンサイス・バイブル福音』（320ページ、カラーさし絵141）を申し込めば無料で配布されると案内している。

### 看板
聖書の一節が白色（一部黄色）のゴシック体または楷書体で記された黒塗りのトタン製看板を、日本各地の民家の壁や塀、小屋や車庫などにシリコーンと釘打機で貼り付けている。文言は以下の他に「神と和解せよ」「私生活も神は見ている」「神への態度を悔い改めよ」「キリストの血は罪を清める」「神は御子キリストを世につかわされた」などがある。
発案者のリチャード・ノーマンによると45年間で約35万枚の看板を作成したとのことである。

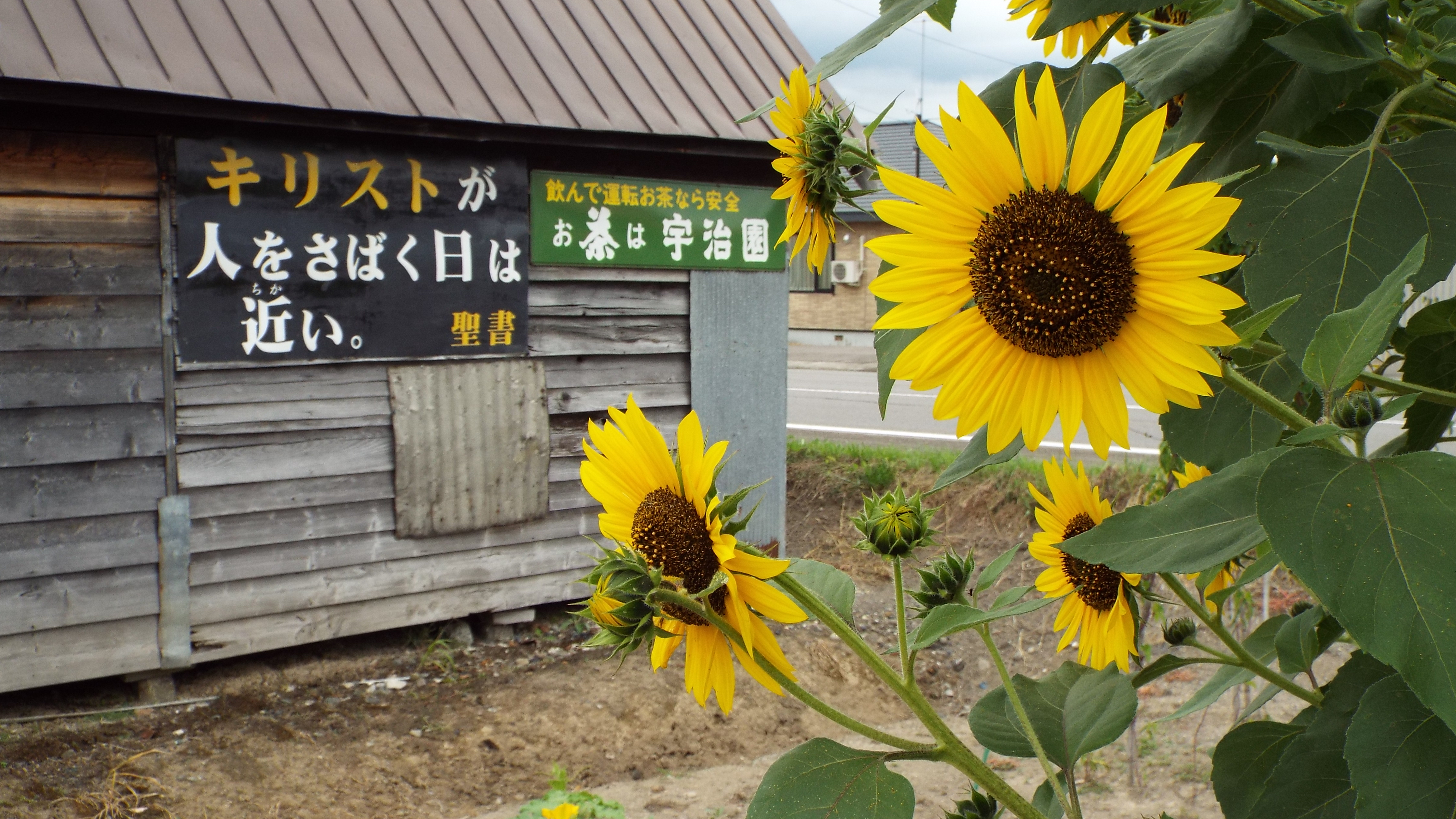
「キリストが人をさばく日は近い」（芦別市）
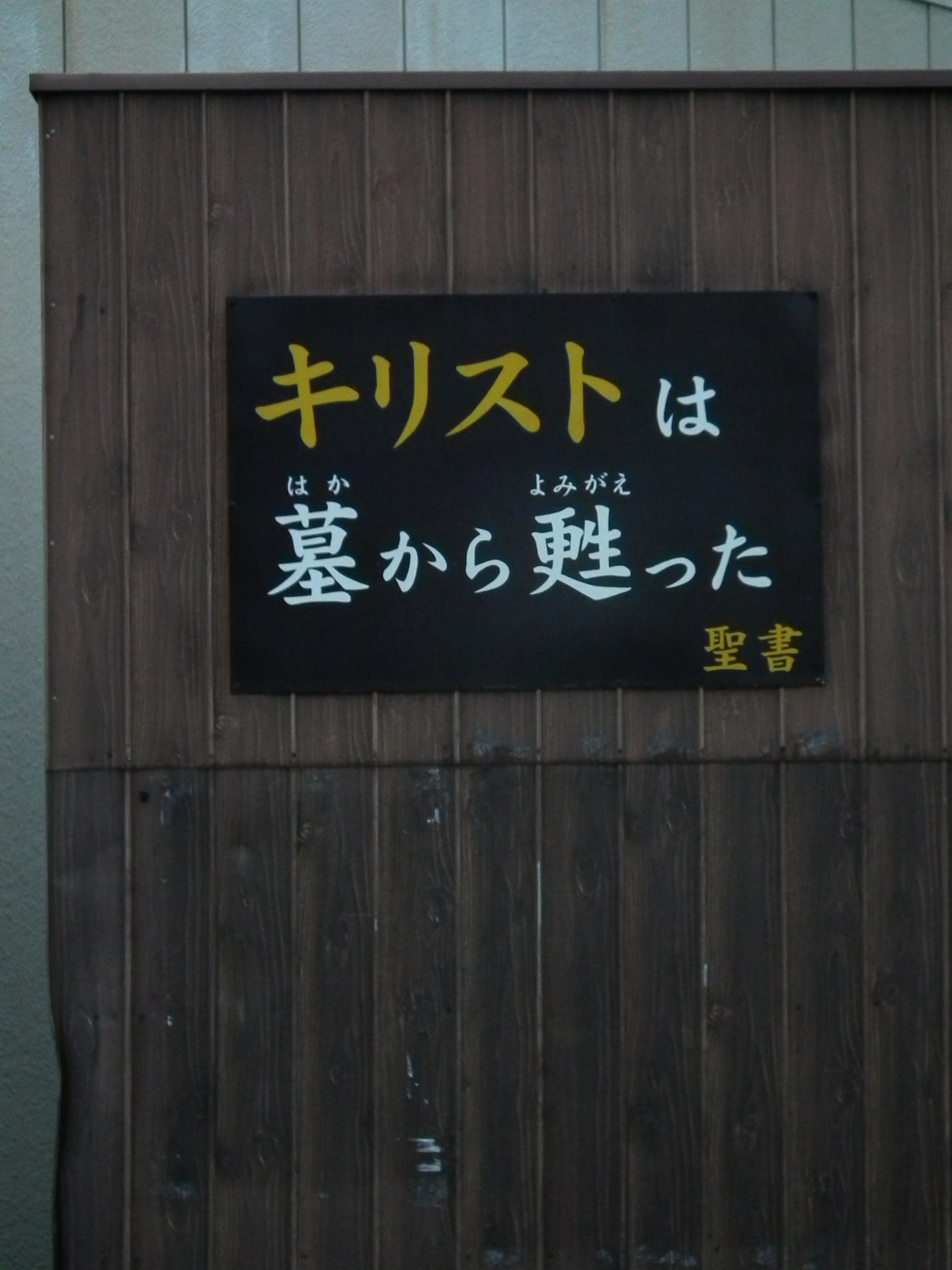
「キリストは墓から甦った」
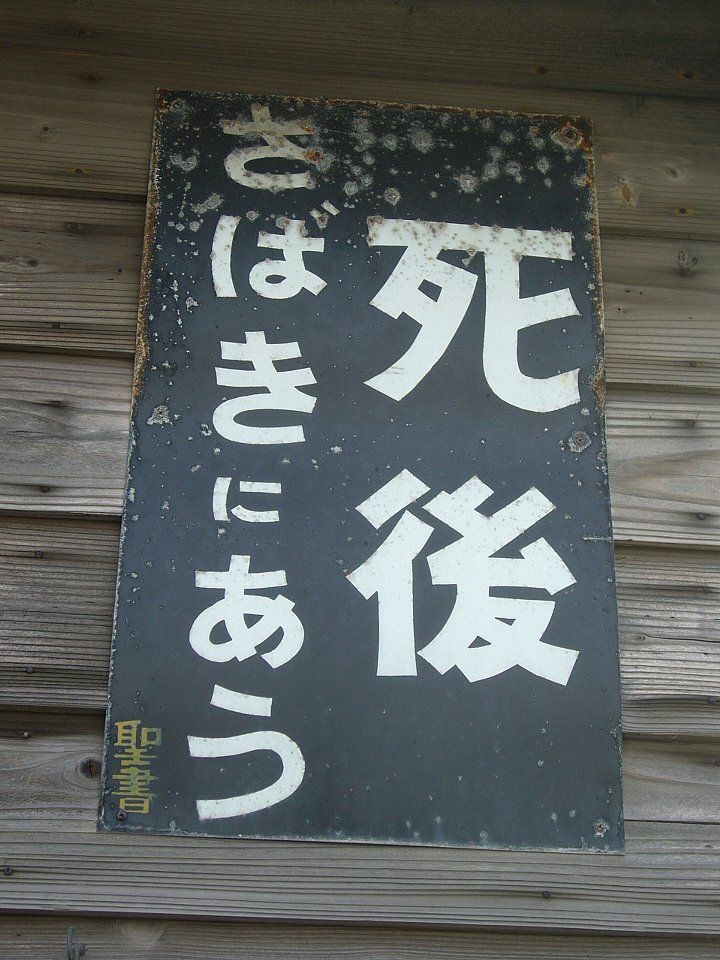
「死後さばきにあう」（糸魚川市にて）
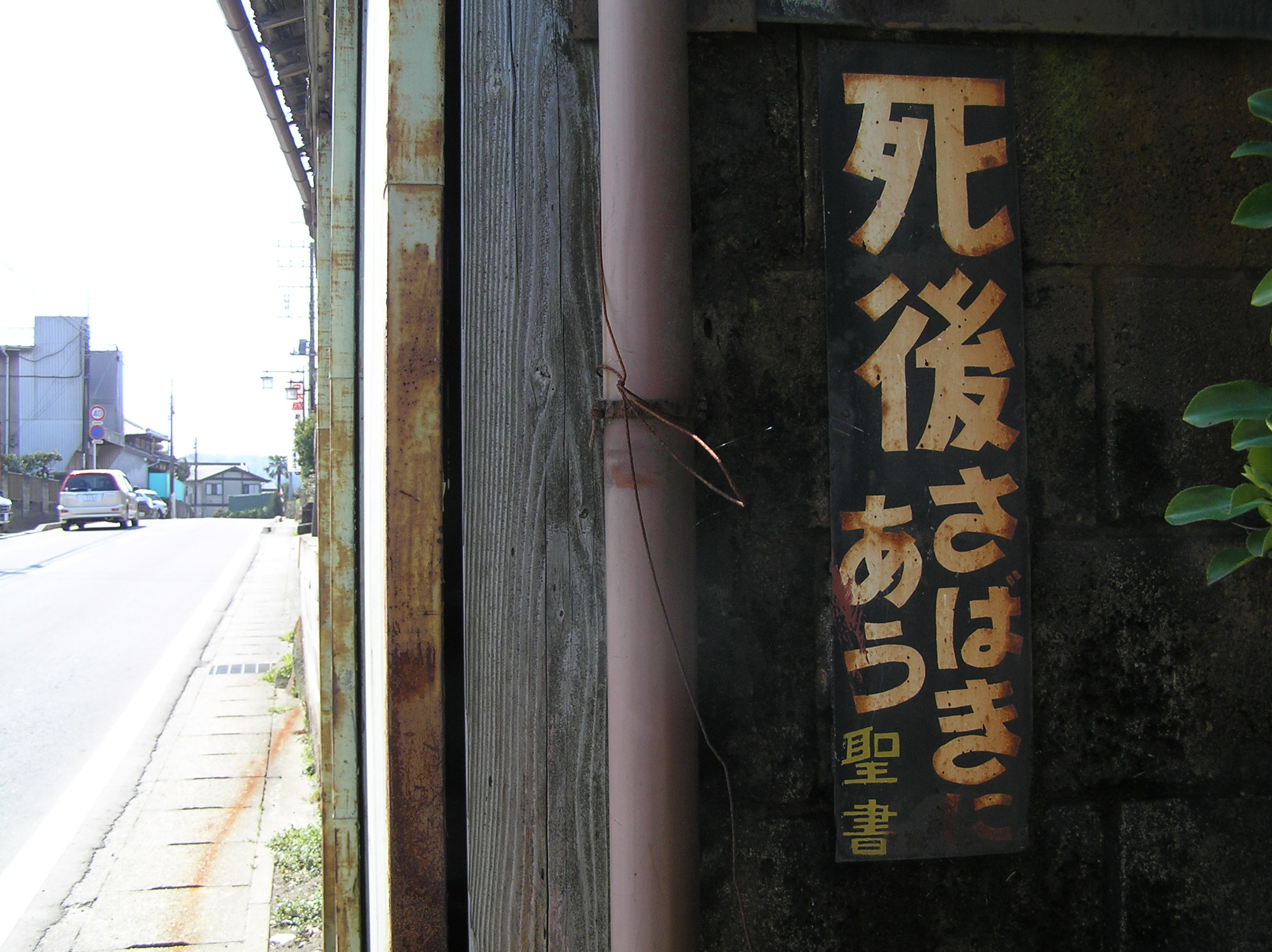
「死後さばきにあう」 （いすみ市にて。この言葉は2019年現在廃版となっている[2]。）
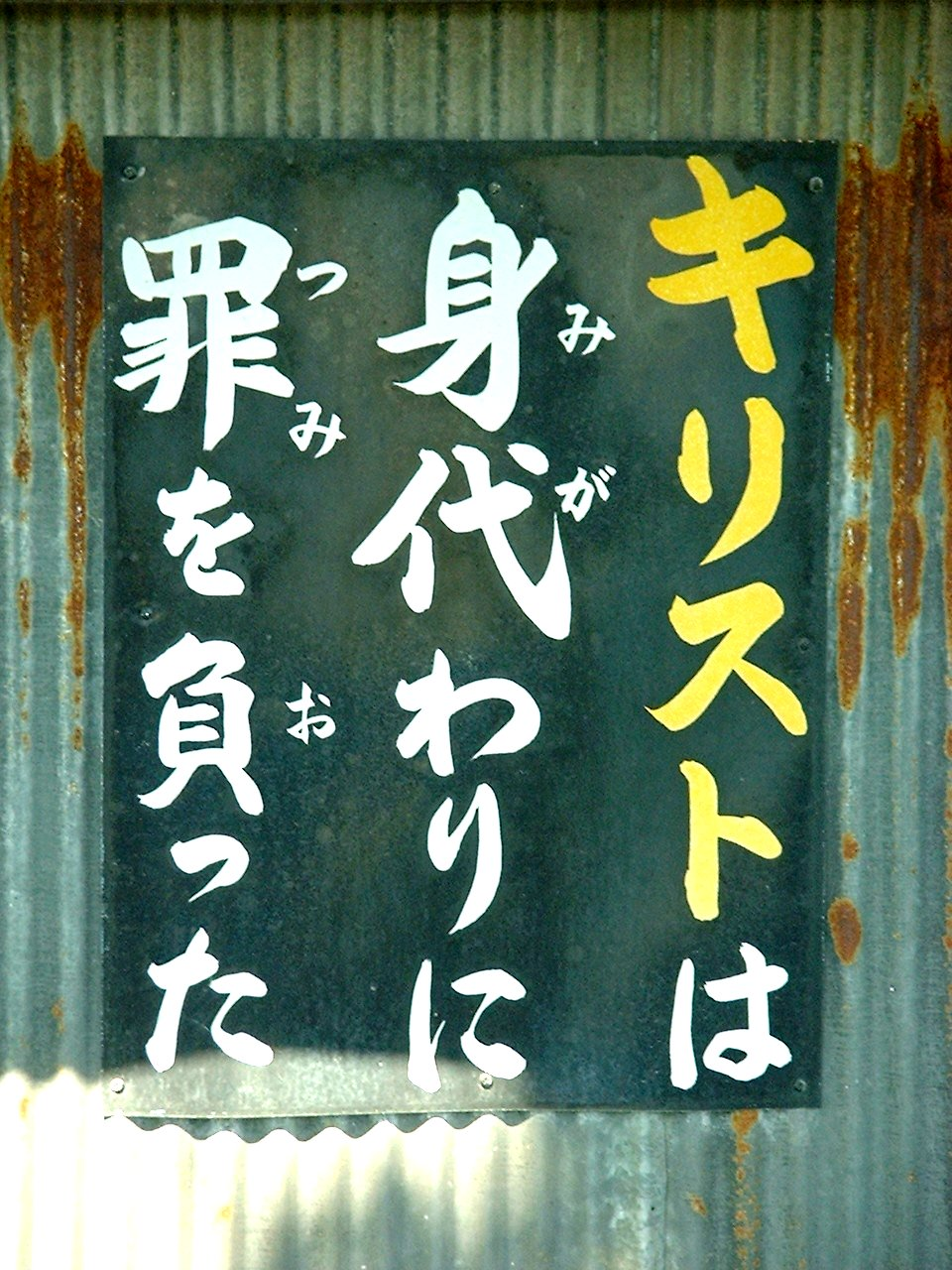
「キリストは身代わりに罪を負った」 （山形市にて）
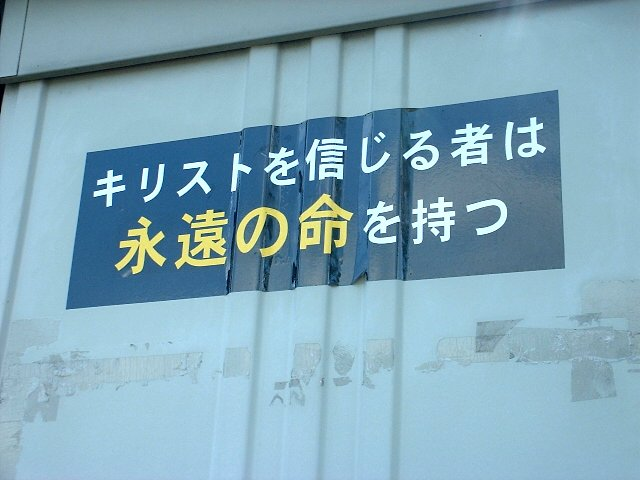
「キリストを信じる者は永遠の命を持つ」 （岡谷市にて）
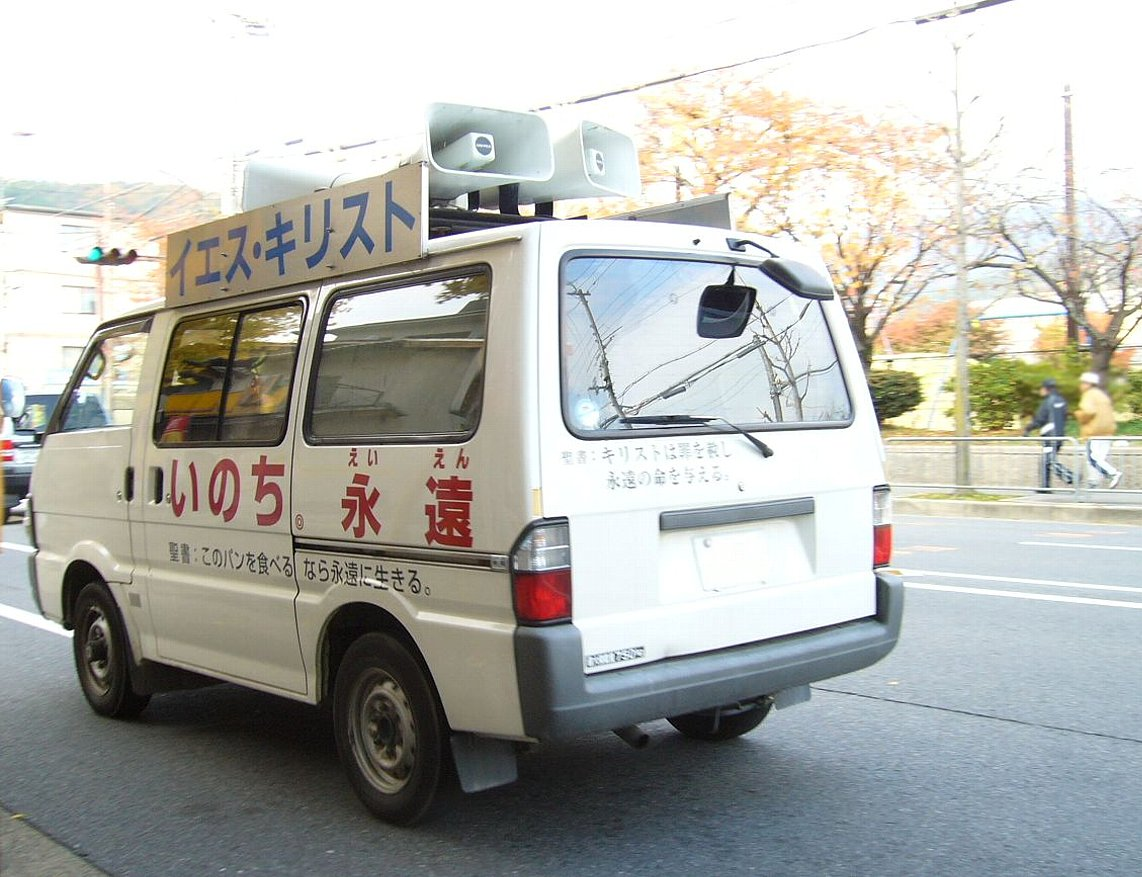
広報車 （京都市にて）
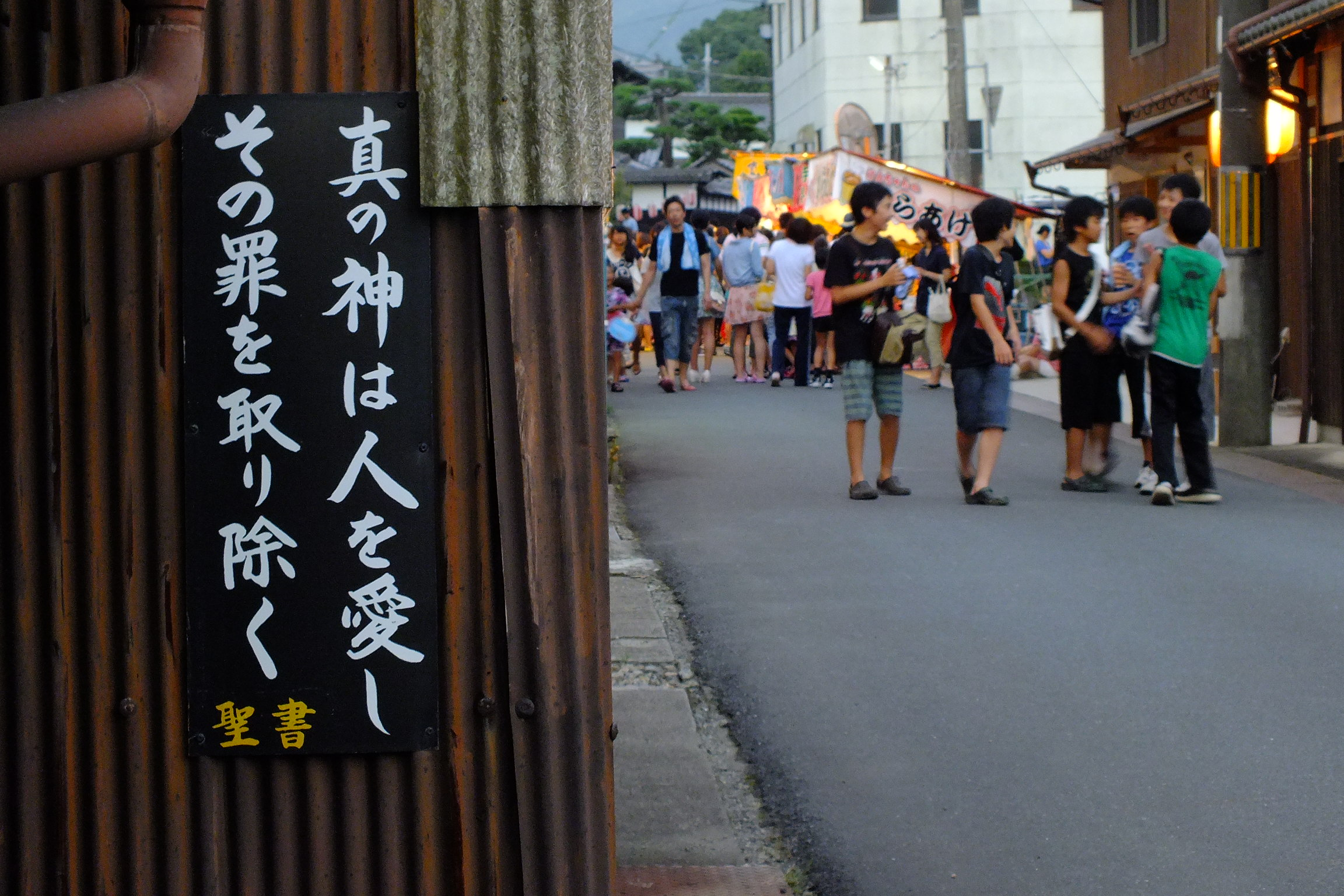
「真の神は人を愛しその罪を取り除く」 丹波市にて

### 街宣
仙台市中心部（サンモール一番町商店街等）ではスピーカーによる街頭説教風のライブを頻繁に行っている。各地の七夕祭、稲荷祭、クリスマス以後の年末年始には、宮城県外の繁華街（新宿、銀座、秋葉原等）へ遠征し、「死後さばきにあう」「キリストの血は罪を清める」など前述の看板のようなプラカードや垂れ幕を持ち、説教の録音を、拡声器を使って流している。特に正月初詣の時期には、全国の有名神社・仏閣の付近で、初詣に向かう通行人に向けて録音CDを拡声器により繰り返し放送している。

### 評価
目に付かせるために用いる看板の配色や書体が少し不気味であったり、街宣や冊子が恐怖心や不安を煽り、やや高圧的で排他的と取られかねない内容のため、キリスト教への反感や偏見の原因になるなどの批判があり、彼らを非難するキリスト教関係者も存在する。しかし建物の所有者からの許可なしに無断で看板を設置するということは無く、また貼り付け先の家主の要望によっては穏当な内容の看板を選ぶ場合もあるものの、意思疎通のズレ（相手がその看板がネジによる固定であることを理解していないなど）からトラブルになる例もある。また、別の家族が帰宅などして撤去されるケースも多い。
最近では同団体とはまったく関係のない他の宗教団体が自分達の布教活動のために彼らと同じように看板を貼って活動しているという情報も報告されている。